# 鰯浜
鰯浜（いわしはま）は、兵庫県相生市に属する漁港であり、相生湾の東端である。

## 地理
狭いながら神社や寺があり、金ヶ崎（万葉の岬）が最南端部にある。
鰯浜のカキは播磨でも有名でありお歳暮の時期には全国へ発送される。

## 産業
- カキ養殖業
- いかなご漁
- ちりめん漁

## 交通
- 国道250号
- 神姫バス